# Universiteit van Freiburg
De Albert-Ludwigs Universiteit van Freiburg (Duits: Albert-Ludwigs-Universität Freiburg) is de universiteit van Freiburg im Breisgau in de Duitse deelstaat Baden-Württemberg. De Albrecht-universiteit (in het Latijn Albertina) werd in 1457 gesticht door de Habsburgse Albrecht VI van Oostenrijk met een pauselijk bul. In 1820 kreeg de universiteit de naam Albert-Ludwigs universiteit, ter ere van zijn toenmalige mecenas Lodewijk I van Baden.
De universiteit is lid van de League of European Research Universities (LERU), een vereniging van Europese onderzoeksuniversiteiten.
Desiderius Erasmus, Johannes Eck, Max Weber, Rudolf Carnap, Edmund Husserl, Friedrich Meinecke, Edith Stein, Martin Heidegger, Hannah Arendt, Herbert Marcuse en Hans-Georg Gadamer behoorden voor kortere of langere tijd tot het docentenkorps. 
Ook de Nobelprijswinnaars Adolf Otto Reinhold Windaus, George de Hevesy, Hans Krebs, Hans Jensen, Georges J. F. Köhler en Mario J. Molina studeerden aan deze instelling. Van hen brachten Adolf Windaus, George de Hevesy, Hans Krebs en Georges Köhler het tot professor aan de Zuid-Duitse universiteit. De Nobelprijswinnaars Paul Ehrlich, Robert Bárány, Otto Fritz Meyerhof, Otto Heinrich Warburg, Philip Showalter Hench, Bert Sakmann en Christiane Nüsslein-Volhard waren gedurende kortere of langere tijd als onderzoeker aan de universiteit verbonden. De Freiburgse professoren Heinrich Otto Wieland, Hans Spemann, Hermann Staudinger, Friedrich von Hayek, Georg Wittig en Harald zur Hausen werden eveneens met een Nobelprijs gelauwerd.
Fanny Moser (1872-1953), een Zwitserse zoöloge, was de eerste vrouwelijke student aan deze universiteit.
- Bibsys: 90345118
- Biblioteca Nacional de España: XX122855
- Bibliothèque nationale de France: cb118706521 (data)
- Catàleg d'autoritats de noms i títols de Catalunya: 981058526190506706
- CiNii: DA03258367
- Gemeinsame Normdatei: 2024338-8
- International Standard Name Identifier: 0000 0001 2151 2740
- Library of Congress Control Number: n79144785
- Nationale Bibliotheek van Tsjechië: ko2002150445
- Nationale bibliotheek van Australië: 36531794
- Nationale Bibliotheek van Israël: 987007269473105171
- Réseau des bibliothèques de Suisse occidentale: 02-A005444813
- Istituto Centrale per il Catalogo Unico: CFIV281266
- Système universitaire de documentation: 027398714
- Union List of Artist Names: 500305396
- Virtual International Authority File: 124971473

Amsterdam (UvA) ·
Barcelona ·
Cambridge ·
Edinburgh ·
Freiburg ·
Genève ·
Heidelberg ·
Helsinki ·
Leiden ·
Leuven ·
Londen (UCL) ·
Lund ·
Milaan ·
München (LMU) ·
Oxford ·
Parijs (Sorbonne) ·
Parijs-Saclay ·
Stockholm (Karolinska-instituut) ·
Straatsburg (Louis Pasteur) ·
Utrecht ·
Zürich
Aken · Augsburg · Bamberg: Otto-Friedrich · Bayreuth · Berlijn (Vrije Universiteit · Humboldt · Technische Universiteit · Kunsten) · Bielefeld · Bochum · Bonn · Braunschweig · Bremen (Universiteit Bremen · Jacobs University) · Chemnitz · Clausthal · Cottbus-Brandenburg · Darmstadt · Dortmund · Dresden · Duisburg-Essen · Düsseldorf: Heinrich Heine · Eichstätt-Ingolstadt · Erfurt · Erlangen-Neurenberg: Friedrich-Alexander · Frankfurt am Main · Frankfurt an der Oder: Europa · Freiberg · Freiburg · Gießen · Göttingen: Georg August · Greifswald: Ernst Moritz Arndt · Hagen · Halle-Wittenberg: Martin Luther · Heidelberg: Ruprecht Karls · Hamburg (Hamburg · HafenCity · Hamburg-Harburg · Helmut Schmidt) · Hannover (Hannover · Medische Hogeschool) · Hildesheim · Hohenheim · Ilmenau · Jena: Friedrich Schiller · Kaiserslautern · Karlsruhe · Kassel · Keulen · Duitse Sporthogeschool Keulen · Kiel: Christian Albrechts · Koblenz-Landau · Konstanz · Leipzig · Lübeck · Lüneburg: Leuphana · Magdeburg: Otto von Guericke · Mainz: Johannes Gutenberg · Mannheim · Marburg: Philipps · München (Ludwig Maximilians · Technische Universiteit · Oekraïense Vrije Universiteit · Universiteit van het Bondsleger) · Münster · Oldenburg: Carl von Ossietzky · Osnabrück · Paderborn · Passau · Potsdam · Regensburg · Reutlingen · Rostock · Saarbrücken · Siegen · Stuttgart · Trier · Tübingen: Eberhard-Karls · Ulm · Vechta · Weimar: Bauhaus · Witten: Herdecke · Wuppertal · Würzburg: Julius Maximilians